# Diploperla kanawholensis
Diploperla kanawholensis är en bäcksländeart som beskrevs av Kirchner och Boris C. Kondratieff 1984. Diploperla kanawholensis ingår i släktet Diploperla och familjen rovbäcksländor. Inga underarter finns listade i Catalogue of Life.